# Weissacher See
Der Weissacher See (auch Cottenweiler See genannt) ist ein abgegangener See auf dem Gemeindegebiet von Weissach im Tal im baden-württembergischen Rems-Murr-Kreis. Der See wurde als Stausee in der ersten Hälfte des 13. Jahrhunderts von Hermann V., Markgraf von Baden und von Verona angelegt. Während des Dreißigjährigen Kriegs (1618–1648) wurde der See abgelassen. Er hatte eine Fläche von etwa 60 Morgen.

## Beschreibung

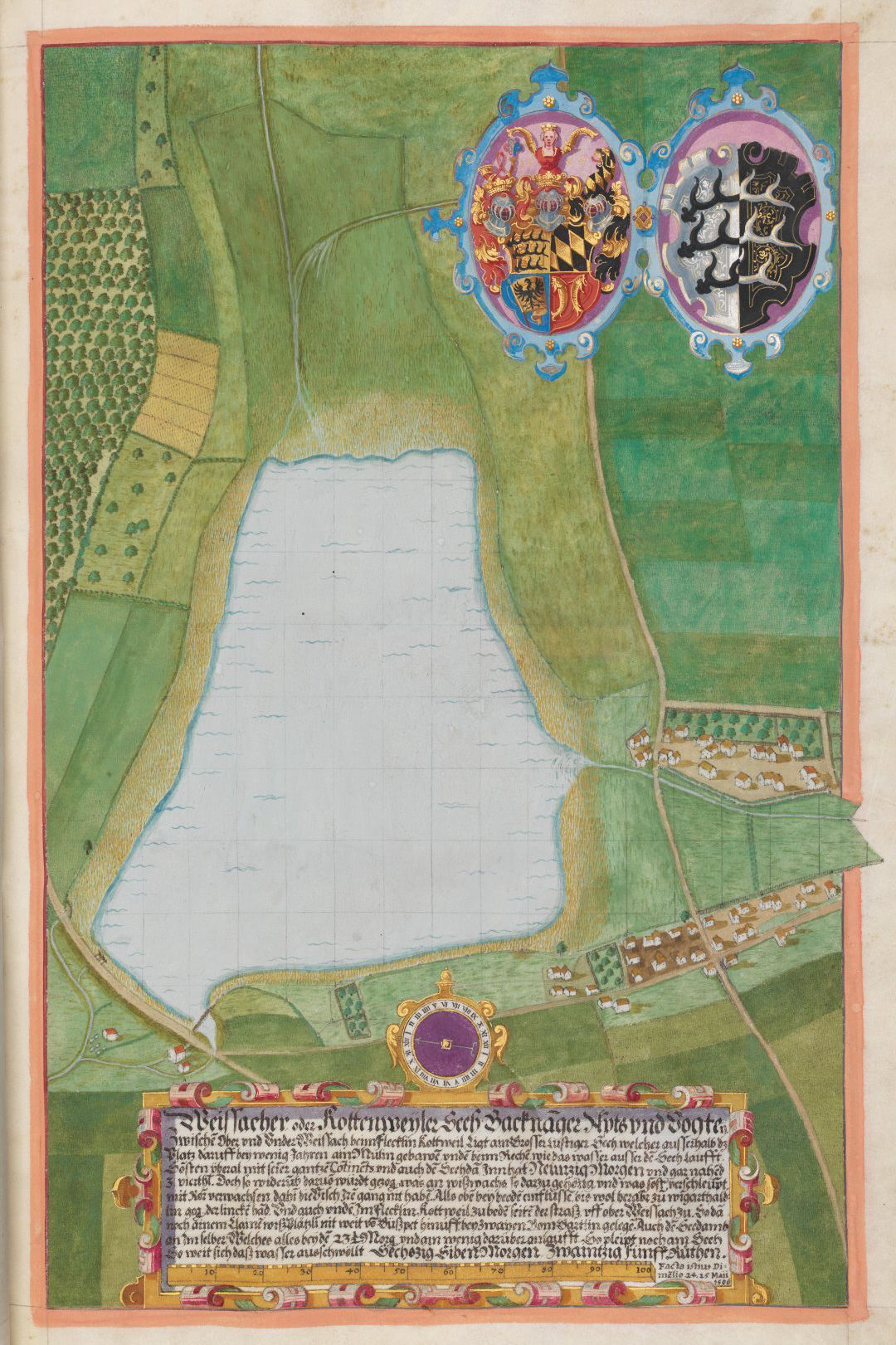
Darstellung von Jacob Ramminger

Der See war nicht sehr tief und lag zwischen Cottenweiler, Oberweissach und Unterweissach. Eine zeitgenössische Karte hat sich in Jacob Rammingers „Seehenbuch“ aus dem 16. Jahrhundert erhalten. Jacob Ramminger schrieb 1596 über den See folgendes:
Weissacher oder Kottenwyler Seeh Backnanger Ampts und Vogtey: Zwischen Ober- und Under-Weissach beim Flecklin Kottweil liegt ein großer lustiger Seeh, welcher außerhalb des Platz(es) darauf bey wenig Jahren ein(e) Müllin gebawen und beim Rechen, wie das Wasser aus dem Seeh laufft, sonsten überall mit seiner gantzen Continens und auch dem Seehdam(m) inn(e) hat: Neunzig Morgen und gar nahend 3 Vierthel. Doch so wiederumb davon würdt gezogen was an Wißwachs, so dazu gehörig, und was sonst verschleumpt, mit Ro(h)r verwachsen, darin die Visch(e) ihren Gang ni(ch)t haben, als oben bey beeden Einflüssen bis wohl herüber zum Wingarthäldin gegen der linken Hand, und auch unten im Flecklin Kottweil zu beiden Seiten der Straß(e) auf Ober-Weissach zu, sodan(n) noch einen kleinen Wißplätzlin nicht weit vom Güßpet (Rinnsal) hinuff bey zwayen Bomgärtlin gelegen, auch dem Seedammb an im selber, welches alles bey 23 und Einhalb Morgen und ein wenig darüber anlaufft, so pleibt noch am Seeh, soweit sich das Wasser ausschwellt, Sechzig Sieben Zwanzig Morgen zwanzig fünff Ruthen (24. / 25. Maiis 1596).

## Geschichte
Erstmals erwähnt wurde der See 1231 in einer Urkunde, die den Vergleich bezüglich eines beigelegten Gebietsstreit zwischen dem Haus Baden und dem Augustiner-Chorherrenstift Backnang festhält. Markgraf Hermann V. von Baden hatte an der Stelle, „wo einst die reichsten Wiesen blühten“, den See anlegen lassen. Dazu ließ der Markgraf einen Damm aufschütten und den Gruppenbach und die Weißach aufstauen. Dabei wurden Wiesen wurden überflutet. Dies führte zu einem Konflikt mit den Augustiner-Chorherren, die das Gebiet für sich beanspruchten. Hermann V. einigte sich schließlich im Jahre 1231 mit den Chorherren dahingehend, dass er dem Stift als Entschädigung für den Rechtsverlust an den Wiesen das Patronat über die Kirche in Lendsiedel und das Eigentum an einer Mühle bei Reichenberg (der Rüflensmühle) übertrug. Die Bauern von Cottenweiler waren Untertanen der Badener und mussten für diese Fronarbeit leisten, den See sauber halten und die Gehölze am Ufer pflegen. Durch die Kriegsereignisse und die damit einhergehenden Bevölkerungsverluste im Dreißigjährigen Krieg konnten keine Arbeiten mehr durchgeführt werden.
An den einstigen See erinnern heute noch einige Flur- und Straßennamen sowie das Wappen von Cottenweiler, welches einen Karpfen ziert.